# Arytainilla cytisi
Arytainilla cytisi är en insektsart som först beskrevs av Puton 1876.  Arytainilla cytisi ingår i släktet Arytainilla och familjen rundbladloppor. Inga underarter finns listade i Catalogue of Life.